# Станьонткі
Станьонткі (пол. Staniątki) — село в Польщі, у гміні Неполомиці Велицького повіту Малопольського воєводства.
Населення — 2541 особа (2011).

## Демографія
Демографічна структура станом на 31 березня 2011 року:
|          | Загалом | Допрацездатний вік | Працездатний вік | Постпрацездатний вік |
| -------- | ------- | ------------------ | ---------------- | -------------------- |
| Чоловіки | 1200    | 245                | 847              | 108                  |
| Жінки    | 1341    | 253                | 797              | 291                  |
| Разом    | 2541    | 498                | 1644             | 399                  |